# 설러이 아담
설러이 아담(헝가리어: Szalai Ádám, 1987년 12월 9일 부다페스트 ~ )은 헝가리의 전 축구 선수로 과거 스트라이커로 활약하였다.

## 선수 경력

### 클럽
독일 4부 리그의 VfB 슈투트가르트 II에서 선수 생활을 시작하여 2006-07 시즌 4부 리그에서 33경기 5골을 기록하며 남부 지구 3위(전체 10위)의 성적을 이끌었고 2006-07 시즌을 마친 뒤 당시 스페인 3부 리그 소속팀인 레알 마드리드 카스티야로 이적한 후 2009-10 시즌까지 79경기 23골을 터뜨렸다.
그리고 2010년 1월 9일 독일 분데스리가의 마인츠 05로 임대 이적하여 15경기 1골을 기록한 뒤 2010-11 시즌부터 마인츠 1군팀의 주전 공격수로 발탁되어 2012-13 시즌까지 70경기 23골을 터뜨리는 맹활약으로 2010-11 시즌 리그 5위, 2012-13년 DFB-포칼 8강 등의 성적을 이끌었다.
그 뒤 2012-13 시즌 종료 후 샬케 04로 이적하여 2013-14 시즌에서 40경기 9골을 뽑아내며 2013-14 시즌 리그 3위 입상에 기여했으며 2014-15 시즌을 앞두고 1899 호펜하임으로 이적 후 2019-20 시즌 중반까지 113경기 24골의 맹활약을 펼치면서 2014-15년 DFB-포칼 8강, 분데스리가 2016-17 4위, 분데스리가 2017-18 3위, 2회 연속 UEFA 챔피언스리그 진출(2017-18년, 2018-19년), 2017-18년 UEFA 유로파리그 진출의 성과 등을 이끌었다.
그리고 2015-16 시즌에는 하노버 96에서 임대 선수로 12경기를 소화했으며 2019년 8월 27일 친정팀인 마인츠로 복귀하여 2021-22 시즌 중반까지 활동하다가 2021-22 시즌이 진행 중이던 2022년 1월 스위스 슈퍼리그의 FC 바젤과 입단 계약을 체결한 뒤 리그 12경기에서 4골을 터뜨려 팀의 리그 준우승에 일조했다.

### 국가대표팀
2007년부터 2008년까지 헝가리 청소년 대표팀에서 17경기 11골을 터뜨린 후 2009년 2월 11일 이스라엘과의 평가전에서 국제 A매치 데뷔전을 치렀으며 2010년 10월 8일 최약체 산마리노와의 UEFA 유로 2012 예선 E조 3차전에서 A매치 데뷔골을 해트트릭으로 장식하며 팀의 8-0 대승을 이끌었다.
그 후 핀란드와의 4차전에서도 2경기 연속골을 터뜨려 팀의 2-1 승리에 일조했고 페로 제도와의 UEFA 유로 2016 예선 F조 3차전에서 득점을 기록하며 30년만의 메이저 대회 본선 진출이자 44년만의 유로 대회 본선 진출의 물꼬를 틀었으며 본선에서도 오스트리아를 상대로 선제골이자 결승골을 터뜨리며 팀의 사상 첫 유로 대회 16강이자 1966년 FIFA 월드컵 8강 이후 50년만의 메이저 대회 토너먼트 진출에 일조했다.
그리고 UEFA 유로 2020 본선 23인 엔트리에 합류하여 팀은 비록 2무 1패·F조 최하위로 2회 연속 16강 진출에 실패했지만 유로 대회 디펜딩 챔피언이자 첫 상대인 포르투갈에 0-3 완패를 당했을 뿐 2018년 FIFA 월드컵 챔피언 프랑스, 2014년 FIFA 월드컵 챔피언 독일과는 대등한 경기력으로 맞서며 2경기 연속 무승부라는 값진 결과를 얻었으며 특히 독일과의 최종전에서 득점을 기록하는 등 선전하는 모습을 보여주었다.

## 수상

### 클럽
샬케 04
- 독일 분데스리가 : 3위 (2013-14)

 1899 호펜하임
- 독일 분데스리가 : 3위 (2017-18), 4위 (2016-17)

 FC 바젤
- 스위스 슈퍼리그 : 준우승 (2021-22)

### 개인
- 헝가리 올해의 선수 : 2012